# Genesis (Merikanto)
Genesis is een compositie van Aarre Merikanto. Het is een cantate op tekst van Toivo Lyy. Merikanto schreef het als inzending voor een compositiewedstrijd georganiseerd door De Finse Raad voor Cultuur. Het werk haalde de tweede plaats, maar de componist hoefde niet te treuren. Zijn andere werk Tuhma haalde de eerste plaats. Merikanto vond die volgorde niet juist; hij vond Genesis veel beter dan Tuhma. Merikanto had juist op Genesis zitten ploeteren om het te laten voldoen aan de criteria die de Finse Raad had gesteld. Het zou een van zijn laatste werken worden.
De prijzen zouden niet bijdragen aan de populariteit van de werken. Zowel Genesis als Tuhma belandde op de plank en zijn alleen in manuscriptvorm bewaard gebleven. Het werk kreeg pas op 7 mei 1987 haar eerste publieke uitvoering. Het werd toen gespeeld door een combinatie van opkomende musici: Karita Mattila (sopraan), het koor van het Savonlinna Muziekfestival, het Lahti Symfonie Orkest onder leiding van Ulf Söderblom. Rond die tijd nam dat gezelschap de muziek ook op. Het werk had wederom pech, het platenlabel waarop het verscheen Finlandia Records ging failliet. Tuhma lijkt van de aardbodem verdwenen.
Merikanto schreef Genesis voor:
- sopraan
- gemengd koor
- 3 dwarsfluiten, 2 hobo’s, 2 klarinetten, 2 fagotten
- 4 hoorns, 2 trompetten, 2 trombones, 1 tuba
- pauken, 1 man/vrouw percussie, 1 harp
- violen, altviolen, celli, contrabassen